# Alvacir Raposo
Alvacir dos Santos Raposo Filho (Teresina, 18 de janeiro de 1950), é um médico e escritor brasileiro.

## Biografia
Nascido no Piauí, transferiu-se, ainda jovem, para o Recife, Pernambuco. É médico oftalmologista, formado em 1974 pela Universidade Federal de Pernambuco, com Doutorado em Oftalmologia.
Professor da UFPE e da Faculdade de Ciências Médicas da UPE. Poeta premiado, compositor de frevos, tendo gravado um CD do gênero com o também médico e compositor Luiz Guimarães.

## Formação profissional
- Médico (UFPE);
- Mestre em Oftalmologia (UFPE), com a dissertação Hemorragias retinianas em recém nascidos;
- Doutor em Medicina (Universidade Federal de São Paulo), com a tese Variações da pressão intraocular em indivíduos submetidos ao teste cicloergométrico.

## Livros publicados
- A resistência e a Natividade. Recife: Fundarpe, 1994
- A casa do vinho. Recife: Fundarpe, 1994 - ISBN 978-85-72400-32-9
- O galo de metal. Recife: Bagaço, 1995
- Rua dos Arcos. Recife: Bagaço, 1996
- O discurso do rei. Recife: Fundação de Cultura Cidade do Recife, 1996
- Sonetos. Recife: Bagaço, 1999
- O território. Recife: Bagaço, 1999
- Os tambores. Recife: Bagaço, 1999
- O pássaro e a arca. Recife: Bagaço, 2001
- Ensaio das lâminas. Recife: Bagaço, 2003
- A chama intacta. Recife: Bagaço, 2012 - ISBN 978-85-373-0432-7
- Apipucos (Sonetos). Recife: Bagaço, 2012 - ISBN 978-85-373-0925-4
- A rosa em chamas. Recife: Bagaço, 2012 - ISBN 978-85-373-0969-8[3]
- A flauta de vidro. Recife: Bagaço, 2016.[4] - ISBN 978-85-8165-179-8[5]

## Discografia
- Carnaval ano 2000 - CD de frevo em coautoria com o médico compositor Luiz Guimarães.[2][6][7]

## Prêmios
- Prêmio Mauro Mota de Poesia, Fundarpe, 1992
- Prêmio Mauro Mota de Poesia, Fundarpe, 1993
- Prêmio de Poesia da Academia Pernambucana de Letras, 1993
- Prêmio Ladjane Bandeira, do Diario de Pernambuco, 1994
- Prêmio Eugênio Coimbra Júnior, do Conselho Municipal de Cultura do Recife, 1995
- Prêmio de Poesia da Academia Pernambucana de Letras, 1996[2]

## Instituições literárias
- Academia Pernambucana de Letras - Ocupa a cadeira 39, eleito e empossado em 2002
- Academia de Letras e Artes do Nordeste - Ocupa a cadeira 34, já tendo exercido sua presidência
- Sociedade Brasileira de Médicos Escritores (SOBRAMES-PE) - Sócio-titular
  - Secretário no biênio 1990-1991
  - Presidente em 1992-1993
- Academia Recifense de Letras
- Academia Piauiense de Letras (membro honorário)